# Chiesa di San Matteo (Rowde)
La chiesa di San Matteo (in inglese St Matthew's Church)  è la parrocchiale anglicana che si trova nel villaggio e parrocchia civile di Rowde nella contea del Wiltshire, Sud Ovest dell'Inghilterra. Il luogo di culto risale all'XI secolo, rientra nella diocesi di Salisbury ed è considerato monumento classificato di seconda categoria per il suo particolare interesse storico e architettonico.

## Storia

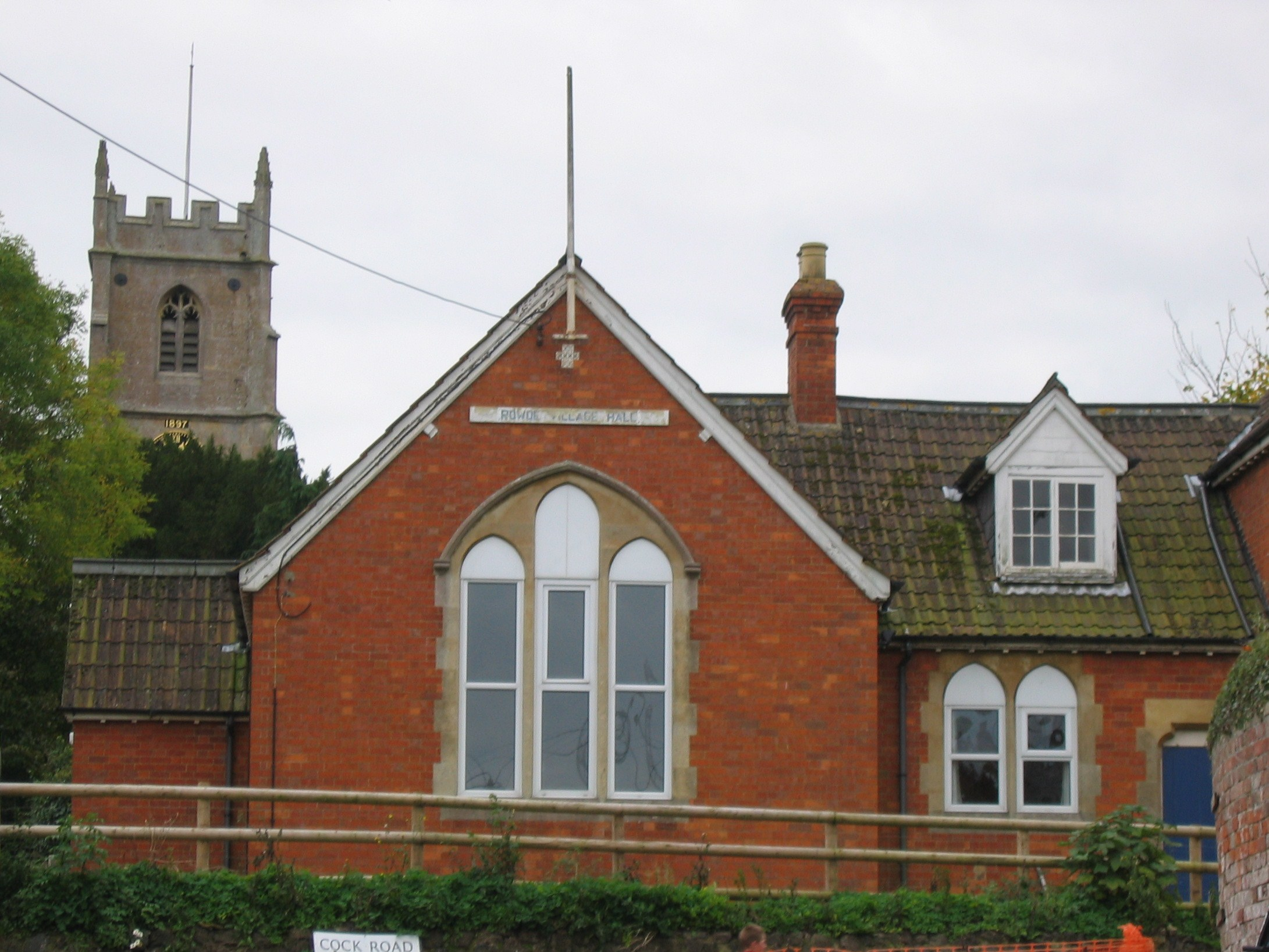
Sala del villaggio di Rowde con la torre della chiesa parrocchiale di San Matteo

La chiesa parrocchiale di San Matteo a Rowde risale all'XI secolo. A Rowde risultò citato un prete nel Domesday Book del 1086 e poi in un elenco completo dei preti disponibile dal 1216 nel consiglio del vicario. La torre venne edificata nel 1400. Nel 1830 crollò la navata. Fino al 1833 era conosciuta con dedicazione diversa, come chiesa di Santa Maria e in quell'anno fu ricostruita e riconsacrata. Dell'edificio precedente sopravvisse solo l'imponente torre quattrocentesca con parapetti merlati. Le navate laterali furono aggiunte intorno al 1860 e nel 1901 le pareti del presbiterio furono rialzate e fu installato un nuovo tetto. L'organo a canne, ospitato nella cappella nord, fu installato nel 1871, il leggio (in memoria del generale Gordon) nel 1887 e il pulpito (in memoria del reverendo A. B. Starkey) nel 1872. Il fonte battesimale, progettato da Sir Matthew Digby Wyatt, fu installato nel 1850 e la traversa in quercia della torre venne posta nel 1887. L'altare in quercia risale alla fine del XVII secolo e sono presenti due sgabelli dello stesso periodo. Una grande cassa con rinforzi in ferro, dotata di tre serrature originali, reca l'iscrizione M. 1694. I registri parrocchiali sono completi a partire dal 1606. La cassa parrocchiale contiene anche i libri contabili dei sagrestani dal 1676 al 1755 e dal 1825 al 1923, oltre a numerosi altri documenti.
Nel 1553 la parrocchia di Rowde conservava nel suo tesoro il suo antico prezioso calice di argento del peso di 375 grammi e per il re furono prelevati 45 grammi di argento in altri oggetti. Il più antico dei calici ancora esistenti, con copertura a patena, reca il marchio di autenticità del 1576 e l'iscrizione del 1577. Il secondo calice, con due patene e una fiaschetta a forma di boccale, risale al 1864. Un terzo calice con patena fu donato nel 1864 dal Rev. C. Suckling. Una piccola fiaschetta fu aggiunta intorno al 1870. Una patena intorno al 1900, una pisside nel 1906 e una scatola per ostie nel 1946. Le sei campane della chiesa furono fuse nel 1870. Nel 1553 erano quattro. Di quelle rifuse nel 1870, due risalgono al 1639 e le altre al 1654, 1709 e 1754. Si dice che la campana del 1654, che reca lo stemma di Sir Edward Hungerford, sia stata donata dalla sua famiglia.

## Descrizione
L'English Heritage ha inserito dal 19 marzo 1962 la chiesa di San Matteo a Rowde tra gli edifici storici come monumento classificato di seconda categoria col numero 1272866.
La chiesa appartiene alla diocesi di Salisbury.

### Esterni
La chiesa parrocchiale di San Matteo si trova nella parte occidentale dell'abitato del villaggio di Little Bedwyn nella contea del Wiltshire, nel Sud Ovest dell'Inghilterra. La chiesa di San Matteo è di grandi dimensioni ed è costruita in pietra squadrata, con un presbiterio, una navata centrale, due navate laterali (una nord e una sud), un portico e una cappella a nord e una torre occidentale che si alza su tre piani con scale sul lato sud. La torre si conclude con una balaustra merlata con quattro alti pinnacoli agli angoli. Le navate laterali presentano contrafforti con basi di pinnacoli e angoli smussati. Le finestre a due luci sono a sesto acuto con modanature. Le coperture del tetto sono in ardesia. Attorno alla chiesa si trova il cimitero della comunità.

### Interni
La sala è di grandi dimensioni, composta dalla navata centrale e da due navate laterali, oltre che dal presbiterio. La navata nord è a cinque campate e comprende la camera dell'organo a canne a nord-est e riceve luce da tre grandi finestre tra loro simili e alternate a due portali con volta a botte in arenaria rossa. Il presbiterio è merlato, in pietra squadrata con una bifora a sesto acuto sul lato sud, e riceve luce da una finestra a trifora. Le arcate sono a tre campate e la copertura del soffitto è a falda bassa su mensole, mentre le navate laterali hanno soffitti piani. L'arco santo è a due campate con griglia in legno del 1887 e il suo soffitto è in legno intagliato del 1901 con sostegni angelici. L'arco sul lato nord conduce alla camera dell'organo. Le vetrate della finestra est sono del 1886, la finestra est della navata sud è del 1881 e le finestre della navata e ovest sono del 1871-1875 circa. Il fonte battesimale è semplice, in stile XV secolo, datato 1850 e donata da Sir Matthew Digby Wyatt, architetto nativo di Rowde. Il pulpito è in legno su base in pietra, e risale al 1872. Nella sala vi sono alcune targhe del XVII secolo che sono state riposizionate sulla parete nord per la famiglia Webb. Il monumento sulla parete sud del presbiterio ricorda T. Spencer, morto nel 1765.